# Servicine
A Servicine, oficialmente Serviços Gerais de Cinema, foi uma produtora e distribuidora de filmes brasileira. Fundada por Alfredo Palácios e A. P. Galante, tornou-se rapidamente umas das maiores empresas cinematográficas da Boca do Lixo, ao lado da Cinedistri.
Sua maior característica era trabalhar filmes com diretores estreantes, em especial durante sua fase mais produtiva, entre os anos de 1968 e 1973, como Alfredo Sternheim e Osvaldo de Oliveira, embora também tenha trabalhado com realizadores já renomados como Rogério Sganzerla e Walter Hugo Khouri.
Como produtora, sua principal marca era seu bom relacionamento com os grandes exibidores do país. Uma vez que estes precisavam de filmes nacionais para cumprir a lei de obrigatoriedade de exibição de longa-metragem brasileiro, dividia-se os ganhos de bilheteria entre os exibidores e produtores através de um esquema de adiantamento da bilheteria aos realizadores do filme por parte dos exibidores, que em troca exigiam a exibição da obra em seu cinemas até o retorno do investimento. Como os filmes eram produzidos rapidamente e a custos muito baixos, o retorno na bilheteria era garantido. Atuou como distribuidora basicamente na cidade de São Paulo.
O fim das atividades da Servicine veio em 1976, quando Galante decidiu fundar sua própria empresa, a Galante Produções Cinematográficas.